# 山城村
山城村（やましろむら）は山梨県西山梨郡にあった村。現在の甲府市中心部の南南東、山梨県小瀬スポーツ公園の周辺にあたる。

## 地理
- 河川：笛吹川、濁川

## 歴史
- 1875年（明治8年）頃 - 山梨郡西油川村・落合村・小瀬村・下鍛冶屋村・上今井村が合併して山城村となる。
- 1878年（明治11年）7月22日 - 郡区町村編制法の施行により、山城村が西山梨郡の所属となる。
- 1889年（明治22年）7月1日 - 町村制の施行により、山城村が単独で自治体を形成。
- 1954年（昭和29年）10月17日 - 甲府市に編入。同日村廃止。

## 名所・旧跡・観光スポット・祭事・催事
- 天津司舞

## 出身人物
- 戸井嘉作（衆議院議員、横浜市会議員） - 下鍛冶屋村出身[1]。